# Claudina
La superfamília de les claudines fou descoberta pels japonesos de la Universitat de Kyoto M. Furuse i S. Tsukita l'any 1998. Consta d'unes 24 proteïnes homòlogues en els humans. Aquestes proteïnes són components importants estructural i funcionalment de les unions estretes o "tight junctions" regulant la permeabilitat del transport paracel·lular i mantenint la polaritat en les cèl·lules epitelials i endotelials. De fet, el nom claudina prové de la paraula llatina claudere que vol dir "tancar". El control de la unió d'aquestes proteïnes en les unions estretes requereix una complexa interacció entre diverses classes de claudines, les proteïnes de membrana i altres proteïnes anomenades "bastida". Aquestes claudines, interaccionen directament amb quinases homòlogues guanilades, ZO-1, ZO-2 i ZO-3 i indirectament amb la AF-6 and amb les molècules de miosina. Aquestes interaccions proteïna-proteïna promouen el plegament d'aquestes proteïnes transmembrana de les unions estretes, i proporcionen un enllaç amb el citoesquelet d'actina. Les diferències de les propietats permeables observades en cèl·lules endotelials i epitelials, semblen resultat de l'expressió tissular restringida, la variabilitat de les unions d'homopolímers i heteropolímers, la regulació de transcripció i traducció i la localització subcel·lular de la família de les claudines.

## Estructura
Les claudines pesen entre 20-27 kilodalton (kDa). L'anàlisi hidròfob suggereix que totes les claudines comparteixen unes zones comunes transmembrana. Es preveu que cada membre de la família té quatre dominis transmembrana amb extrems N-terminal i C-terminal citoplasmàtics. L'extrem N-teminal està format per de 4 a 10 aminoàcids, mentre que els dos bucles extracel·lulars tenen una d'uns 53 i 24 aminoàcids respectivament. L'extrem C-terminal oscil·la entre una longitud de 21 a 63 aminoàcids, que són necessaris per a la localització de les claudines en les unions estretes. Els bucles extracel·lulars representen blancs prometedors per la teràpia amb anticossos monoclonals o, en el cas de Claudina-3 i Claudina-4, el CPE. Ara bé, les claudines comparteixen un patró semblant en aquestes zones C-terminals, això ha estat considerat com a possible motiu d'unió a dominis PDZ de la unió estreta d'altres proteïnes associades a membrana, com ZO-1 per exemple.

## Gènesi
La família de les claudines està codificada per almenys 18 gens humans. Les claudines són sintetitzades i enviades als diferents teixits on són necessitades. Els patrons de distribució de als diferents varien d'un teixit a l'altre. La claudina-1 i la claudina-2 per exemple, s'expressen en nivells alts en el fetge i el ronyó, mentre que l'mRNA de claudina-3 es detecta principalment en el pulmó i el fetge. Això suggereix que els membres de la família de les múltiples claudines poden estar involucrats en la formació d'unions estretes en uns determinats teixits de forma dependent.
Estudis d'immunofluorescència han demostrat que les claudines es dirigeixen cap a les unions estretes i són incorporades a aquestes unions. A més, també s'ha vist que quan les claudines s'introdueixen en cèl·lules que no tenen unions estretes, les xarxes de línies i els solcs es formen en llocs de contacte cèl·lula – cèl·lula que s'assemblen molt a les unions estretes natives. Les claudines també estan subjectes a la regulació per modificacions post-traduccionals com les fosforilació i addicció de palmitats. Sembla també que les cisteïnes de les claudines separades formen ponts disulfur. Es coneixen fins a 24 membres de la família de les claudines en els humans: la claudina-1, la claudina-2, la claudina-3, la claudina-4, la claudina-5, la claudina-6, la claudina-7, la claudina-8, la claudina-9, la claudina-10, la claudina-11, la claudina-12, la claudina-13, la claudina-14, la claudina-15, la claudina-16, la claudina-17, la claudina-18, la claudina-19, la claudina-20, la claudina-21, la claudina-22, la claudina 23 i la claudina-24.
Les 24 proteïnes fins ara identificades com a claudines constitueixen una família, i entre elles destaquen: 1) la claudina 4, inicialment identificada com el receptor per la enterotoxina de Clostridium perfringens; 2) la claudina 5, descoberta com una proteïna truncada en pacients amb síndrome velo-cardio-facial; 3) la claudina 11 o proteïna específica dels oligodendròcits (OSP), que ara se sap que es localitza en les UEs de les cèl·lules de Sertoli i de les cobertes multilaminars de mielina; i 4) la claudina 16 o paracelina, el gen de la qual es va trobar mutat en pacients amb hipomagnesemia renal hereditària. A diferència d'altres cations, tals com el Na+, K+ o el Ca₂, la reabsorció de Mg2+ en el ronyó té lloc fundamentalment per la ruta paracel·lular i s'origina pel gradient electroquímic existent a través de l'epiteli de la nansa ascendent gruixuda de Henle, regió on es localitza exclusivament la claudina 16. Consqüentment, s'ha proposat a aquesta molècula com un canal selectiu de Mg2+. Aquesta observació és summament important, ja que la presència de canals iònics en la UE està en concordança amb una de les funcions fonamentals de la unió que és regulada pel flux d'ions i molècules per la ruta paracel·lular.

## Els factors de transcripció Snail i Slug constitueixen repressors del gen de claudina-1 en cèl·lules epitelials
La claudina-1 constitueix un dels principals components integrals de membrana de les unions estretes (o tigh junctions). Recentment s'ha demostrat la seva pèrdua d'expressió en tumors primaris i línies cel·lulars de carcinoma de mama, tot i així els estudis de mutacions tant del gen com el promotor no revelen cap explicació a tal fenomen. Estudis de la família de factores de transcripció Snail demostren la seva importància en la regulació d'aquesta proteïna en cèl·lules tumorals epitelials. L'anàlisi del patró d'expressió de Snail i Slug en línies de carcinoma de mama demostren una altra correlació entre els augments d'expressió d'aquests factors i l'absència del gen de claudina-1. L'expressió exògena d'aquests factors en la línia epitelial MDCK va provocar una disminució en els nivells d'expressió de claudina-1. els estudis del promotor de claudina-1 van demostrar la capacitat dels factors de transcripció Snail i Slug de reprimir la construcció que conté el promotor "wild type" mentre que les construccions que contenen mutacions en les "E-box" presents en el promotor no són sensibles a la repressió. Estudis de Band shift, utilitzant Snail i Slug produïts de forma recombinant, així com extractes nuclears de cèl·lules que sobreexpresen aquests factors, demostren que són capaços d'unir-se a les "E-box" presents en la seqüència del promotor. Aquests resultats demostren el paper de Snail i Slug en la repressió del gen de claudina-1 suggerint un possible mecanisme de regulació de claudina-1 en tumors d'origen epitelial.

## Funció de les claudines. Unions estretes
Les unions estretes (UE) o zonula occludens, es troben en les parets apicals dels epitelis i en el teixit muscular cardíac. Estableixen unions tan fortes entre les cèl·lules contigües que pràcticament no deixen espai intracel·lular entre les seves membranes plasmàtiques i limiten la difusió de substàncies solubles extracel·lulars. Les UE formen una espècie de cinturó que envolta tot el perímetre cel·lular.
A més de mantenir cohesionades fortament les cèl·lules realitzen altres funcions. En els teixits epitelials, per exemple l'epiteli digestiu, impedeixen que les substàncies de l'exterior penetrin a l'organisme pels espais intracel·lulars. Això obliga a les substàncies a una captació selectiva per part de les cèl·lules epitelials, ser transformades i alliberades al corrent sanguini. Però, a més, les UE permeten la polaritat de les cèl·lules epitelials, ja que impedeixen la difusió lateral de molècules en les seves membranes cel·lulars. Amb això s'aconsegueix una zona o domini apical amb un conjunt de molècules diferent a un domini baso-lateral de la cèl·lula epitelial. Aquesta separació és important per establir un sentit de captació i alliberació de substàncies des de l'exterior cap a l'interior.
Molecularment, les UE estan formades per l'ocludina i per una família de molècules anomenades claudines, que són les proteïnes transmembrana encarregades d'establir els contactes cèl·lula-cèl·lula. Les claudines semblen les més importants i en les seves connexions extracel·lulars formen uns pors que deixen passar certs ions per l'espai extracel·lular, no més d'1 nm de diàmetre.
Existeixen 20 tipus de claudines, cada una de les quals forma un por extracel·lular diferent i així els epitelis poden modificar la selectivitat de la seva permeabilitat extracel·lular segons el tipus de claudina que expressin. El domini intracel·lular d'aquestes molècules interacciona amb altres molècules anomenades ZO, les quals formen un entramat intracel·lular que interacciona amb els filaments d'actina del citoesquelet i amb altres proteïnes citosòliques que desencadenen a senyalitzacions.

## Claudines i malalties
Hem dit que la família de les claudines està formada com a mínim per 24 proteïnes, la majoria d'elles estan ben caracteritzades. Les claudines són presents en la varietat dels teixits normals. La pèrdua de l'expressió de les claudines ha estat utilitzada per la detecció de diverses malalties malignes com el càncer. L'expressió diferencial dels diferents membres de la família de les claudines en els càncers es poden utilitzar per confirmar la identitat histològica de certs tipus de càncer i excloure’n d'altres. S'usa per exemple l'ús de les tècniques d'immunohistoquímica de claudines per tal de diferenciar entre el oncocitoma i el carcicoma renal cromòfob. L'expressió de determinades claudines també es poden utilitzar com a marcadors que poden predir el pronòstic del pacient. Així doncs, sembla que els intents d'identificar l'expressió de claudines en els càncers són cada vegada més útils en el diagnòstic histològic dels tumors, així com els mitjans per avaluar el pronòstic del pacient.
Defectes en la formació de les claudines, s'associen a diferents malalties humanes relacionades per exemple a la pèrdua d'impermeabilitat en les unions estretes, demostrant així que les claudines juguen un rol important en la fisiologia humana. Les mutacions de la claudina s'estan associant cada cop més a diferents malalties humanes, ja que últimament se les relaciona amb la regulació i el control de creixement cel·lular, cosa que suggereix que les claudines tenen poden tenir múltiples facetes més enllà de servir només com un element estructural de les unions estretes.

## Música
- Claudina, és una òpera escrita el segle xix pel compositor italià Michele Panico.[1]